# Eupithecia opistographata
Eupithecia opistographata is een vlinder uit de familie van de spanners (Geometridae). De wetenschappelijke naam van de soort is voor het eerst geldig gepubliceerd door Dietze.